# Швейцария на летних Олимпийских играх 1964
Швейцария принимала участие в Летних Олимпийских играх 1964 года в Токио (Япония) в пятнадцатый раз, и завоевала две серебряные, одну золотую и одну бронзовую медали. Сборная страны состояла из 66 спортсменов (65 мужчин, 1 женщина).

## Медалисты
| Медаль  | Спортсмен                                      | Вид спорта           | Дисциплина                    |
| ------- | ---------------------------------------------- | -------------------- | ----------------------------- |
| Золото  | Анри Шаммартен                                 | Конный спорт         | Выездка, личное первенство    |
| Серебро | Анри Шаммартен Густав Фишер Марианне Госвайлер | Конный спорт         | Выездка, командное первенство |
| Серебро | Эрик Хенни                                     | Дзюдо                | Мужчины, до 68 кг             |
| Бронза  | Готтфрид Коттман                               | Академическая гребля | Мужчины, одиночки             |

## Результаты соревнований

### Академическая гребля
В следующий раунд из каждого заезда проходили несколько лучших экипажей (в зависимости от дисциплины). В финал A выходили 6 сильнейших экипажей, ещё 6 экипажей, выбывших в отборочном заезде, распределяли места в малом финале B.
Мужчины
| Соревнование | Спортсмены                 | Предварительный заезд | Предварительный заезд | Предварительный заезд | Отборочный заезд | Отборочный заезд | Отборочный заезд | Финал   | Финал   | Итоговое место |
| Соревнование | Спортсмены                 | Заезд                 | Время                 | Место                 | Заезд            | Время            | Место            | Время   | Место   | Итоговое место |
| ------------ | -------------------------- | --------------------- | --------------------- | --------------------- | ---------------- | ---------------- | ---------------- | ------- | ------- | -------------- |
| одиночки     | Готтфрид Коттман           | 3                     | 7:43,70               | 1 QA                  | не участвовал    | не участвовал    | не участвовал    | Финал A | Финал A | 3              |
| одиночки     | Готтфрид Коттман           | 3                     | 7:43,70               | 1 QA                  | не участвовал    | не участвовал    | не участвовал    | 8:29,68 | 3       | 3              |
| двойки       | Петер Боллигер Николя Жобе | 1                     | 7:26,18               | 2                     | 1                | 7:34,23          | 2 QB             | Финал B | Финал B | 7              |
| двойки       | Петер Боллигер Николя Жобе | 1                     | 7:26,18               | 2                     | 1                | 7:34,23          | 2 QB             | 7:05,71 | 1       | 7              |

### Лёгкая атлетика
Мужчины
Шоссейные дисциплины
| Дисциплина | Спортсмен    | Время     | Место | Отставание |
| ---------- | ------------ | --------- | ----- | ---------- |
| марафон    | Гуидо Фёгеле | 2:29:17,8 | 32    | +17:06,2   |

Технические дисциплины
| Дисциплина    | Спортсмен        | Квалификация | Квалификация | Финал     | Финал |
| Дисциплина    | Спортсмен        | Результат    | Место        | Результат | Место |
| ------------- | ---------------- | ------------ | ------------ | --------- | ----- |
| метание копья | Урс фон Вартбург | 79,92 Q      | 1            | 78,72     | 5     |